# Курфірстен
Курфірстен (нім. Churfirsten) — гірський хребет у кантоні Санкт-Галлен у Швейцарії. Утворює природну межу між виборчими округами Тоггенбург та Зарганзерланд.
Курфірстен є найпівденнішою частиною Аппенцелльських Альп. Від Гларнських Альп хребет відокремлений озером Валензее. Гори Курфірстен простяглися зі сходу на захід, складені з вапняку, внаслідок ерозії утворилося кілька окремих піків. З південного боку хребет окреслено різкіше, ймовірно, внаслідок впливу Рейнського льодовика.
Піки хребта утворювали історичний кордон єпископства Кур.
Сім піків із заходу на схід:
- Зелун (нім. Selun), 2205 м
- Фрюмзель (нім. Frümsel), 2263 м
- Брізі (нім. Brisi), 2279 м
- Цюштолль (нім. Zuestoll), 2235 м
- Шибенштолль (нім. Schibenstoll), 2234 м
- Хінтерругг (нім. Hinterrugg), 2306 м
- Кезерругг (нім. Chäserrugg), 2262 м.

Іноді Кезерругг вважають частиною піка Хінтеругг, оскільки відносна висота вершини першого становить лише 14 м. На захід і схід від перерахованих піків розташовані вершини менших висот. На захід від Зелуна знаходяться гори Варт (нім. Wart, 2068 м), Шерен (нім. Schären, 2184 м), Негеліберг (нім. Nägeliberg, 2153 м), Глаттгамм (нім. Glattchamm, 2084 м), Лайстгамм (нім. Leistchamm, 2101 м). На схід від Кезерругга розташовані піки Трістенкольбен (нім. Tristenkolben, 2159 м), Гамзерругг (нім. Gamserrugg, 2076 м).